# 西弥斯卫星
西弥斯（英語：Themis）是由美国国家航空航天局研发的卫星系统，共由5颗小卫星组成。
其中三个卫星位于地球轨道的磁层内，而两个已经被转移到月亮周围的轨道。
该卫星发射于2007年2月17日，由三角洲2號運載火箭运载。每个卫星携带相同的仪器仪表，包括一个磁通门磁强计、欧空局的静电分析工具、固态的望远镜(SST)、搜索线圈磁力计和一个电场仪器(EFI)。每个探测质量为126 公斤，其中包括49公斤肼燃料。

## 发射

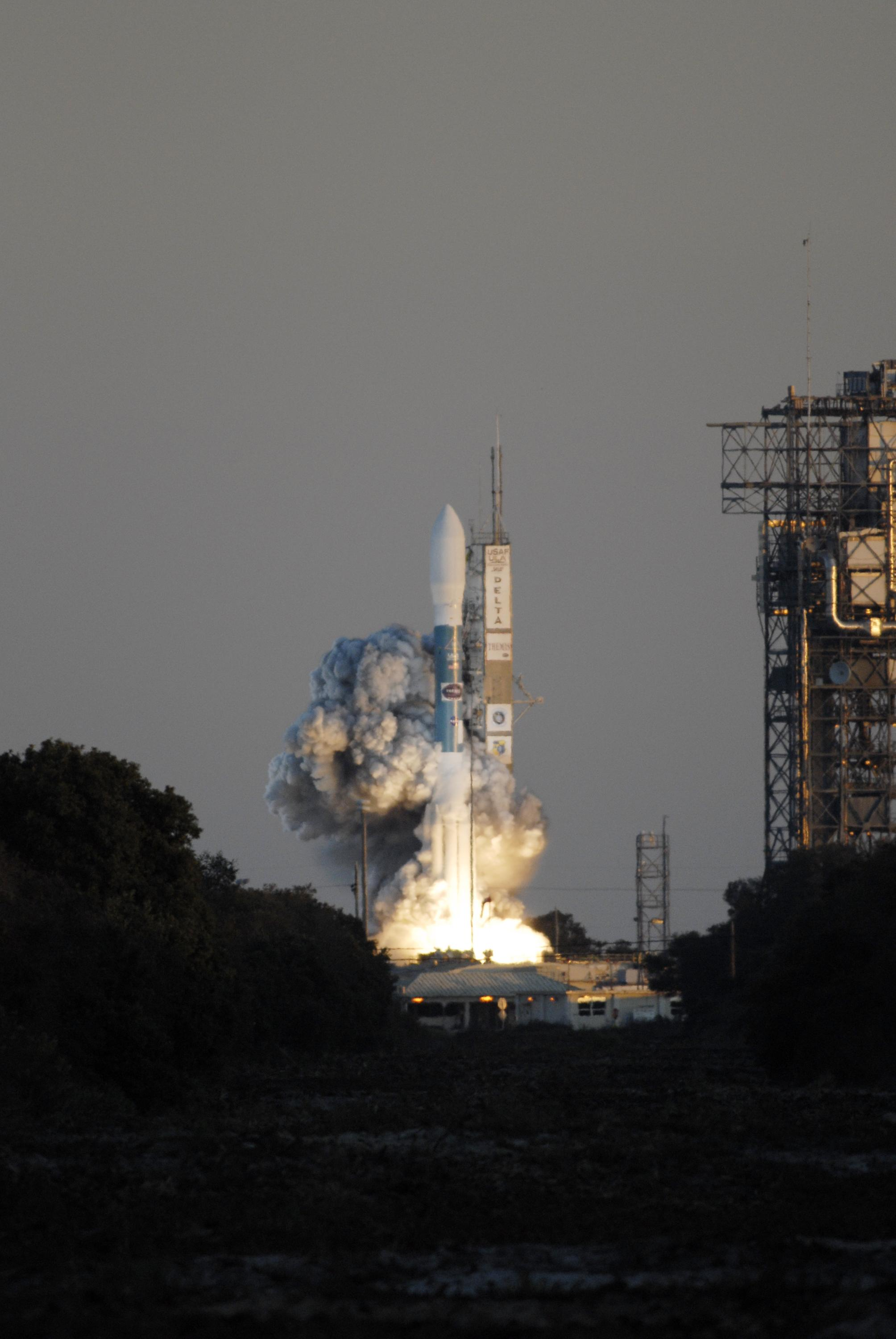
搭载西弥斯卫星的三角洲2號運載火箭，卡纳维拉尔角

- 轨道中的西弥斯卫星